# Austin Joseph Tobin
Austin Joseph Tobin (25 mai 1903 - 8 février 1978) est une personnalité américaine, qui fut directeur exécutif de l'autorité portuaire de New York, organisme précurseur à l'autorité portuaire de New York et du New Jersey, de 1942 jusqu'en 1972. 

## Biographie
Issu d'une famille irlando-américaine à Brooklyn, Austin Tobin étudie au College of the Holy Cross et rejoint l'autorité portuaire en 1927, où il travaille pendant 15 ans au département juridique.  Il débute comme assistant de justice, et se retrouve promu avocat général adjoint en 1935. En 1942, il est nommé directeur exécutif de l'autorité portuaire.  Durant ces trente années à ce poste, il s'occupe du développement du World Trade Center, mais aussi de celui du Lincoln Tunnel, de l'aéroport international Newark Liberty, et du Port Authority Bus Terminal. Tobin supervise aussi les aéroports de LaGuardia et JFK.
En 1966, Tobin reçoit de la Hundred Year Association of New York, la médaille d'or « en reconnaissance de ses contributions exceptionnelles pour la ville de New York ».
Il meurt le 8 février 1978 à Manhattan.

## Hommage
Après le décès de Tobin, l'autorité portuaire décide, en son hommage, de baptiser la place située devant le World Trade Center, en Austin J. Tobin Plaza. Celle-ci sera détruite à la suite des attentats du 11 septembre 2001.